# Безруки (Харьковский район)
Бе́зруки, до ВОВ Безруковка (укр. Безруки) — село, Безруковский сельский совет, Дергачёвский район, Харьковская область, Украина.
Код КОАТУУ — 6322080501. Население по переписи 2001 года составляет 2463 (1103/1360 м/ж) человека.
Является административным центром Безруковского сельского совета, в который, кроме того, входит село
Лещенки.

## Географическое положение
Село Бе́зруки находится на реке Лопань в балке Мендалька.
Русло реки очень извилисто и вдоль него проведено много ирригационных каналов, выше по течению на расстоянии в 1 км расположено село Соленый Яр и пгт Слатино, ниже по течению примыкает к сёлам Шелкоплясы и Емцы, на расстоянии в 2 км расположено село Лещенки.
Рядом с селом проходит железная дорога, станция Безруковка, к селу примыкает небольшой лесной массив (дуб).

## Происхождение названия
- Село раньше называлось Шептуны́.

## История
- 1695 — дата основания.
- До ВОСР в селе была построена православная церковь во имя апостола и евангелиста Иоанна Богослова.[3]
- В 1920-х-1930-х годах Иоанно-Богословский храм в Безруковке был канонично православным и принадлежал Харьковской и Ахтырской епархии РПЦ[4]; священником в 1932 году был Крыжановский, Александр Степанович, 1886 года рождения.[4]
- В 1940 году, перед ВОВ, в Безруковке были 200 дворов, православная церковь и сельсовет.[1]
- На юго-восточной окраине Безруковки, в посёлке Бережной и на станции Безруковка в середине августа 1943 года при освобождении Харькова от немецкой оккупации находился штаб 53-й армии Степного фронта Советской армии[5] (командующий Манагаров, Иван Мефодьевич).

## Экономика
- В селе есть молочно-товарная ферма.
- Тепличное хозяйство.

## Объекты социальной сферы
- Школа.

## Достопримечательности
- Братская могила советских воинов.

## Религия
- Свято-Иоанно-Богословский храм.
- Церковь Иоанна Богослова. 1761 года постройки.
- Сайт Верховной рады Украины